# Opticks

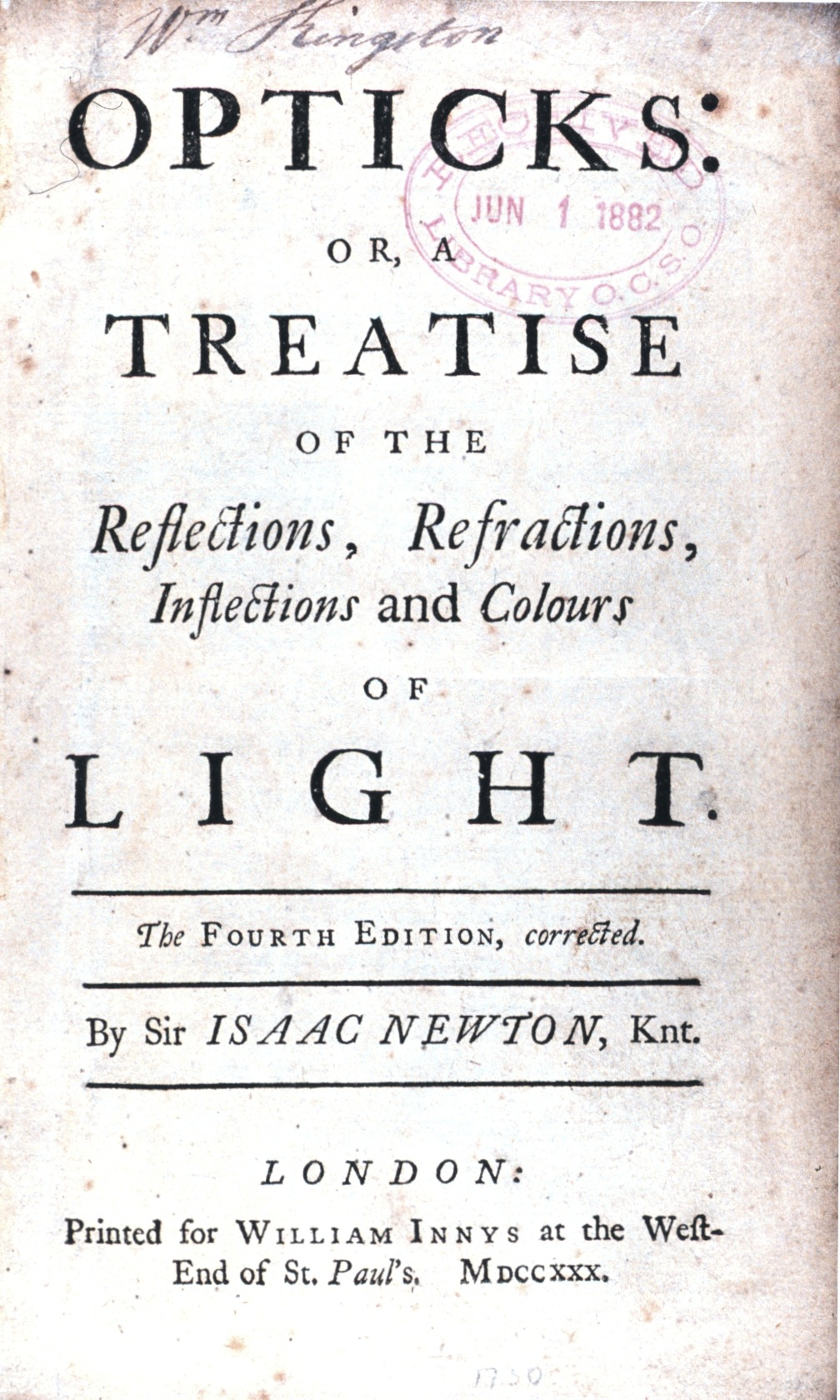
La quatrième édition de 1730

Opticks (Opticks : or a Treatise of the Reflexions, Refractions Inflexions and Colours of Light. Also Two Treatises of the Species and magnitude of Curvilinear Figures) est un livre écrit par le physicien anglais Isaac Newton qui a été rendu public en 1704. Il traite de l'optique et de la réfraction de la lumière, et est considéré comme l'une des plus grandes œuvres scientifiques de l'histoire[réf. souhaitée]. Opticks est le deuxième livre majeur de Newton sur les sciences physiques.

## Présentation
La publication de Opticks représente une contribution majeure à la science, de différentes façons, rivalisant même avec Philosophiae Naturalis Principia Mathematica. Opticks est un large regroupement d'expériences et de déductions qui en découlent, couvrant un large éventail de sujets dans ce qui allait être connu sous le nom de l'optique physique. Opticks est une étude de la nature de la lumière, de la couleur et des divers phénomènes de diffraction, que Newton appelait « inflexion » de la lumière.
Dans ce livre, Newton énonce intégralement ses expériences, la première fois en 1672, sur la dispersion, ou la séparation de la lumière en un spectre de couleurs. Il montre comment les couleurs apparaissent après une absorption, une réflexion ou une transmittance des différentes composantes de la lumière incidente. Ses expériences sur ces sujets et sur les problèmes de diffraction (qu'il n'a jamais totalement maîtrisé) a fixé le thème de l'optique sur un nouveau niveau.
La contribution de Newton sur le prisme dispersif a été remarquable car il décrit qualitativement diverses configurations.